# Chrudim (stacja kolejowa)
Chrudim – stacja kolejowa w Chrudimie, w kraju pardubickim, w Czechach. Jest to ważna stacja węzłowa o znaczeniu regionalnym. Znajduje się na wysokości 260 m n.p.m..
Stacja jest wyposażona w poczekalnię, kasy biletowe, na których można zakupić bilety na pociągi krajowe i międzynarodowe oraz zarezerwować miejsce w pociągu.

## Linie kolejowe
- 016 Borohrádek – Holice – Moravany – Chrudim – Heřmanův Městec
- 238 Pardubice – Havlíčkův Brod